# Унайдын, Солмаз
Солмаз Унайдын (тур. Sefire Solmaz Ünaydın, 1942, Анкара, — 26 августа 2010, Анкара) — турецкая женщина-дипломат. Магистр международных отношений. Посол Турции в Швеции в 1992—1996 гг., в Польше в 1996—1998 гг., в Японии в 2003—2007 гг. Вторая женщина-посол Турции в другой стране после Филиз Динчмен.

## Биография
Родилась в 1942 году в Анкаре. Единственный ребенок юристки Мелахат Байдур (Melahat Baydur) и врача. Училась в Енишехирском лицее Турецкого образовательного общества — престижной частной школе с уклоном в иностранные языки, который позже превратился в Анкарский TED-колледж. Затем продолжила обучение в Колледже Брин-Мар —— частном женском гуманитарном университете в США на кафедрах международных отношений, международной экономики и международного права. Получила степень магистра международных отношений.
После возвращения в Турцию сдала в 1967 году вступительный экзамен и стала дипломатом в министерстве иностранных дел Турции. Работала экспертом в ближневосточном отделе. Затем работала в постоянном представительстве Турции при Организации Объединённых Наций (ООН). Затем работала в посольстве Турции в Каире в Египте. Затем работала снова в ближневосточном отделе министерстве иностранных дел Турции. Позже была отправлена подсекретарём в офисе ООН. После возвращения в Турцию была главой ближневосточного отдела министерства иностранных дел и получила должность заместителя Генерального директора.
В августе 1992 года назначена послом Турции в Швеции с резиденцией в Стокгольме до 1996 года. Стала второй женщиной-послом Турции в другой стране после Филиз Динчмен, назначенной послом Турции в Нидерландах в 1982 году. 12 ноября 1986 года назначена послом Турции в Польше с резиденцией в Варшаве до 17 ноября 1988 года. После возвращения в Турцию занимала пост генерального директора Управления продвижения за рубеж и одновременно Управления политического планирования министерства иностранных дел. В декабре 2002 года назначена послом Турции в Японии с резиденцией в Токио. Вступила в должность 1 января 2003 года и была послом в Японии до 1 января 2007 года.
В интервью, которое она дала в августе 2006 года, Солмаз Унайдын подвергла критике раннюю кадровую политику и практику дискриминации женщин в министерстве иностранных дел. Она утверждала, что «во время подачи заявления кандидатов-женщин опрашивали в течение 45 минут, тогда как время собеседования с кандидатами-мужчинами продолжалось всего 15 минут». Она добавила, что «существует три критерия для отбора дипломатов: они должны быть мужчинами и выпускниками Галатасарайского лицея и факультета политических наук Анкарского университета». Она сообщила, что «после своего возвращения из Соединённых Штатов она готовилась к экзамену шесть месяцев». Она сказала, что «ей пришлось восемь лет ждать своего назначения послом, в то время как её коллеги-мужчины получили эту должность через три или четыре года». Солмаз Унайдын стала второй женщиной-послом, назначенной на эту должность после Филиз Динчмен. Она признала, что «вся эта дискриминация окончательно прекращена».
После возвращения в Турцию возглавляла кампанию Измира на выборах места проведения «Экспо-2015».
Умерла 26 августа 2010 года. Похоронена на кладбище Джебеджи Асри после службы в мечети Коджатепе.

## Частная жизнь
Вышла замуж в 1975 году за посла Тевфика Унайдына (1927—2012). Детей не было.